# (112797) Grantjudy
(112797) Grantjudy est un astéroïde de la ceinture principale.

## Description
(112797) Grantjudy est un astéroïde de la ceinture principale. Il fut découvert le 9 août 2002 à Haleakala par Andrew Lowe. Il présente une orbite caractérisée par un demi-grand axe de 2,28 UA, une excentricité de 0,19 et une inclinaison de 2,0° par rapport à l'écliptique.

## Compléments